# Ewen Leslie

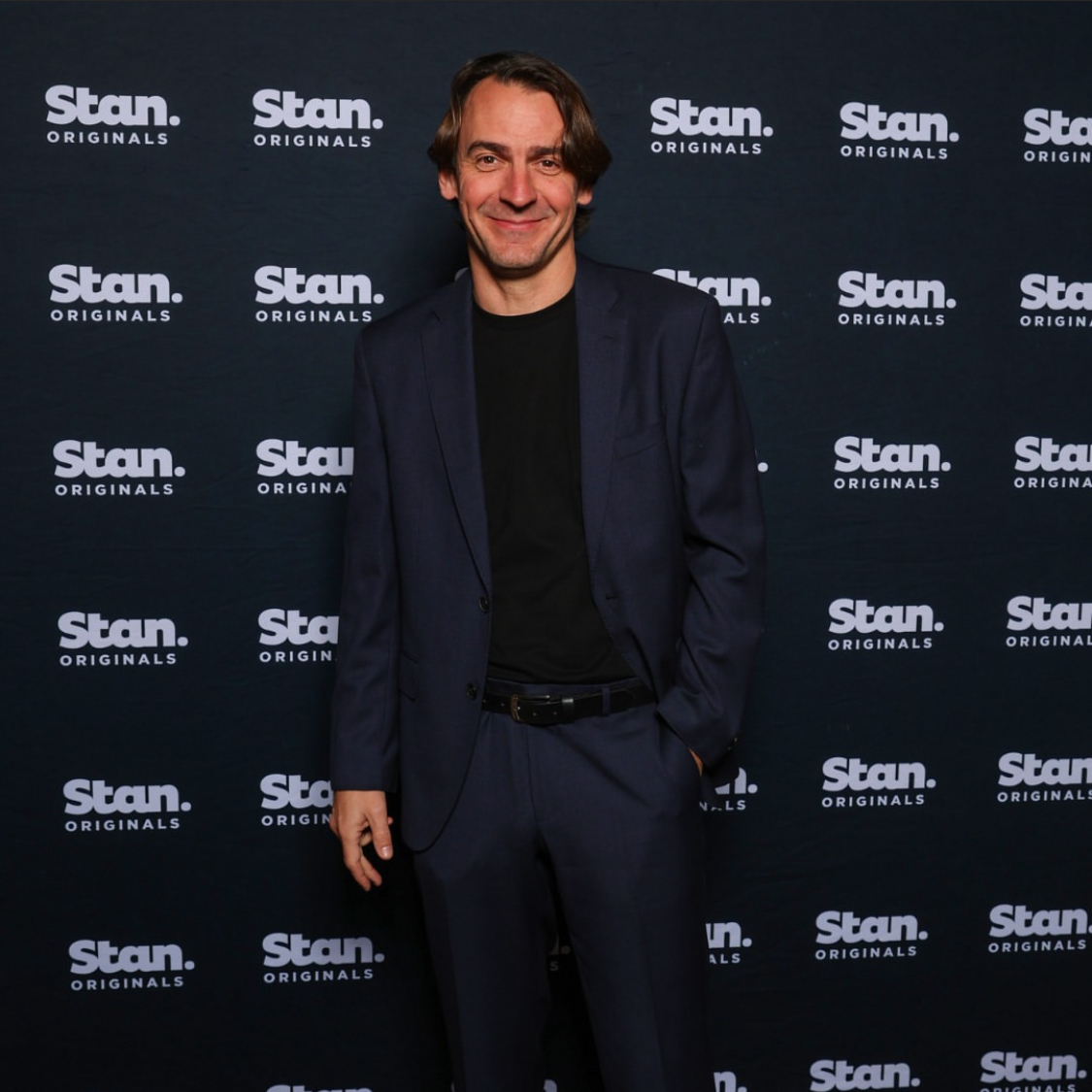
Foto de Ewen Leslie en el festival de cine de Sydney

Ewen Leslie (27 de junio de 1980) es un actor australiano conocido por haber interpretado a Guido Bellini en Ship to Shore y por sus participaciones en teatro.

## Biografía
Estudió en la prestigiosa escuela Western Australian Academy of Performing Arts (WAAPA).

## Carrera
En 1993 se unió al elenco de la serie Ship to Shore donde interpretó a Guido Bellini hasta 1994.
En el 2007 apareció como personaje recurrente en la serie Lockie Leonard donde interpretó a John East.
En el 2012 se unió al elenco principal de la aclamada película para la televisión Mabo donde dio vida a Bryan Keon-Cohen. 
Ese mismo año apareció en la miniserie Devil's Dust donde interpretó al periodista investigador Matt Peacock, quien escribió acerca de la pelea de Bernie Banton un trabajador que luchó por la indemnización de las víctimas del amianto.
En el 2013 aparecerá en la película The Railway Man donde dará vida a Thompson.
A principios de junio del 2014 se anunció que Ewen se había unido al elenco principal de la miniserie Deadline Gallipoli donde dará vida al corresponsal de guerra Keith Murdoch, la miniserie fue estrenada en el 2015.
El 20 de julio de 2016 se anunció que Ewen se había unido al elenco del drama The Daughter donde dará vida a Oliver el amigo de Christian (Paul Schneider).
El 15 de mayo de 2017 se anunció que se había unido al elenco principal de la próxima serie de la SBS, Safe Harbour.

## Filmografía

### Series de Televisión
| Año             | Título             | Personaje          | Notas                           |
| --------------- | ------------------ | ------------------ | ------------------------------- |
| 2018 - presente | The Cry            | Alistair           | 4 episodios                     |
| 2018            | Fighting Season    | Ted Norden         | ep. #1.1 - miniserie            |
| 2018            | Safe Harbour       | Ryan Gallagher     | 4 episodios - miniserie         |
| 2017            | Sisters            | Abraham            | 2 episodios                     |
| 2013, 2017      | Top of the Lake    | Pyke / Steve (voz) | 7 episodios - miniserie         |
| 2016            | Rake               | Bevan Leigh        | 3 episodios                     |
| 2016            | Janet King         | Patrick Boccaro    | 5 episodios                     |
| 2015            | No Activity        | Voz del Policía    | 6 episodios                     |
| 2015            | Deadline Gallipoli | Keith Murdoch      | episodio # 1.2 - miniserie      |
| 2014            | Wonderland         | Nick Deakin        | 8 episodios                     |
| 2012, 2013      | Redfern Now        | Mr. Parish         | 2 episodios                     |
| 2013            | Mr & Mrs Murder    | Hugo               | episodio "The Course Whisperer" |
| 2012            | Devil's Dust       | Matt Peacock       | 2 episodios - miniserie         |
| 2009            | My Place           | Mr. Bracey         | episodio "1918 Bertie"          |
| 2007            | Lockie Leonard     | John East          | 7 episodios                     |
| 2006            | Love My Way        | Duc                | 8 episodios                     |
| 2002 - 2003     | All Saints         | Tony Hunter        | 3 episodios                     |
| 2001            | Wild Kat           | Morgan Ritchie     | 3 episodios                     |
| 1997            | The Gift           | Big Boy            | episodio "The Cockroach Rap"    |
| 1996            | Bush Patrol        | -                  | -                               |
| 1993 - 1994     | Ship to Shore      | Guido Bellini      | 52 episodios                    |

### Películas
| Año  | Título                | Personaje        | Notas |
| ---- | --------------------- | ---------------- | --- |
| 2014 | The Mule              | Det. Les Paris   | junto a Hugo Weaving, Angus Sampson, Leigh Whannell, Geoff Morrell y Georgina Haig                                 |
| 2013 | The Railway Man       | Thompson         | junto a Nicole Kidman, Colin Firth, Stellan Skarsgård, Jeremy Irvine, Sam Reid, James Fraser y Marta Dusseldorp    |
| 2013 | Scene 16              | Luca             | corto - junto a Emma Booth y Stephen Fitzgibbon                                                                    |
| 2013 | Suspended             | Dave             | corto - junto a Clare Bowen, Leeanna Walsman, Damon Gameau y Yasmin Honeychurch                                    |
| 2012 | Dead Europe           | Isaac            | junto a Marton Csokas, Kodi Smit-McPhee, Jean-François Balmer, Yigal Naor y William Zappa                          |
| 2012 | Mabo                  | Bryan Keon-Cohen | junto a Jimi Bani, Miranda Otto, Deborah Mailman, Colin Friels, Damien Garvey y Felix Williamson                   |
| 2011 | Sleeping Beauty       | Birdmann         | junto a Emily Browning, Rachael Blake, Chris Haywood, Michael Dorman, Mirrah Foulkes, Les Chantery y Nathan Page   |
| 2009 | Lonely                | Bob              | corto - junto a Danny Adcock, Catherine Davies, Susie Porter, Josh McConville, Andrew Ryan y Katherine Hicks       |
| 2009 | Apricot               | Marcel           | corto - junto a Laura Gordon, Joshua Rozzi y Victoria Haralabidou                                                  |
| 2008 | Netherland Dwarf      | Padre            | corto - junto a Jack Egan, Mirrah Foulkes y Justin Rosniak                                                         |
| 2008 | Three Blind Mice      | Sam Fisher       | junto a Brendan Cowell, Toby Schmitz, Matthew Newton, Alex Dimitriades, Marcus Graham y Barry Otto                 |
| 2007 | Katoomba              | Don              | corto - junto a Claire van der Boom, Michael Dorman, Kieran Darcy-Smith, Emma Lung, Anthony Phelan y Rohan Nichol  |
| 2006 | Kokoda                | Wilstead         | junto a Shane Bourne, William McInnes, Jack Finsterer, Travis McMahon y Luke Ford                                  |
| 2005 | Live to Give          | Seb              | corto - junto a Alan Flower y Holly Jones                                                                          |
| 2005 | Jewboy                | Yuri             | junto a Saskia Burmeister, Leah Vandenberg y Chris Haywood                                                         |
| 2005 | The Mechanicals       | Hombre           | corto - junto a Anthony Phelan, Justin Smith y Anthony Hayes                                                       |
| 2004 | Sold Out              | -                | corto - junto a Marshall Napier                                                                                    |
| 2004 | Right Here Right Now  | Sam              | junto a Matthew Newton, Tim Draxl, Toby Schmitz, Pia Miranda, Geoff Morrell, Brooke Satchwell y Genevieve O'Reilly |
| 2002 | The Junction Boys     | Luke Mason       | junto a Tom Berenger, Fletcher Humphrys, Ryan Kwanten, Bernard Curry, Luke Ford, Josef Ber y Ryan Johnson          |
| 2002 | The Doppelgangers     | Fitz             | corto - junto a Pia Miranda y Felicity Price                                                                       |
| 2002 | The Road from Coorain | Reg              | junto a Juliet Stevenson, Richard Roxburgh, John Howard y Bernard Curry                                            |
| 1998 | Justice               | Instigador       | junto a Marcus Graham, Kerry Armstrong y Simon Westaway                                                            |

### Editor
| Año  | Título       | Notas |
| ---- | ------------ | ----- |
| 2005 | Lice to Give | corto |
| 2004 | First Date   | corto |

### Teatro
| Año  | Obra                 | Personaje      | Director (a)           | Teatro              | Notas                                                                        |
| ---- | -------------------- | -------------- | ---------------------- | ------------------- | ---------------------------------------------------------------------------- |
| 2011 | The Wild Duck        | Gregers Werle  | Simon Stone            | Belvoir Theatre     | junto a Toby Schmitz, Eloise Mignon, Anita Hegh & Anthony Phelan             |
| 2011 | Hamlet               | Hamlet         | Simon Phillips         | Melbourne Theatre   | junto a Eryn-Jean Norvill, Garry McDonald, Brian Vriends & Lachlan Woods     |
| 2010 | Richard III          | Richard III    | Simon Phillips         | Melbourne Theatre   | junto a Alison Whyte, Roger Oakley, Meredith Penman & Lachlan Woods          |
| 2010 | The Trial            | Josef K        | Matthew Lutton         | Malthouse Theatre   | junto a John Gaden, Peter Houghton, Belinda McClory & Hamish Michael         |
| 2009 | The War of The Roses | Príncipe Henry | Benedict Andrews       | Sydney Theatre      | junto a Cate Blanchett, Steve Le Marquand, Marta Dusseldorp & Pamela Rabe    |
| 2009 | The Promise          | Marat          | -                      | Belvoir St Theatre  | junto a Alison Bell & Chris Ryan                                             |
| 2008 | Gallipoli            | -              | Nigel Jamieson         | Sydney Theatre      | junto a Brandon Burke, Peter Carroll, Steve Le Marquand & Marta Dusseldorp   |
| 2008 | The Serpent's Teeth  | -              | Tim Maddock            | Sydney Theatre      | junto a Brandon Burke, Peter Carroll, Steve Le Marquand & Marta Dusseldorp   |
| 2007 | Riflemind            | Lee            | Philip Seymour Hoffman | Sydney Theatre      | junto a Hugo Weaving, Susan Prior, Jeremy Sims, Susie Porter & Martin Csokas |
| 2007 | Paul                 | -              | Wesley Enoch           | Belvoir St. Theatre | junto a Paula Arundell, Jonathan Hardy, Steve Le Marquand & Robert Menzies   |
| 2007 | Dead Caesar          | -              | Tamara Cook            | -                   | junto a Ben Borgia, Leon Ford, John Leary, Rebecca Massey & Toby Moore       |
| 2007 | Plays: By Himself    | -              | Toby Schmitz           | Old Ftz. Theatre    | junto a Patrick Brammall, Leon Ford, Sam North, Mark Priestley & Bill Young  |
| 2006 | Emergency Sex        | -              | Chris Mead             | -                   | junto a Belinda McClory & Rhys Muldoon                                       |
| 2005 | Top Shorts           | -              | Tamara Cook            | Old Ftz. Theatre    | junto a Leon Ford, Gyton Grantley, Sam North, Mark Priestley & Susan Prior   |
| 2004 | This Blasted Earth   | -              | Leland Kean            | Old Ftz. Theatre    | junto a Travis Cotton, Ella Scott Lynch & Rohan Nichol                       |
| 2003 | Chicks Will Dig You  | Seb            | Tamara Cook            | Belvoir Theatre     | junto a Josh Lawson, Toby Schmitz, Travis Cotton & Larissa Rate              |
| 2001 | School for Scandal   | -              | Judy Davis             | Sydney Theatre      | -                                                                            |

## Premios y nominaciones
| Año  | Categoría                                         | Premio                    | Serie / Película / Obra | Resultado |
| ---- | ------------------------------------------------- | ------------------------- | ----------------------- | --------- |
| 2018 | Most Outstanding Actor                            | Logie Award               | Safe Harbour            | Nominado  |
| 2011 | Best Actor in a Lead Role                         | Sydney Theatre Award      | The Wild Duck           | Nominado  |
| 2010 | Best Male Actor                                   | Green Room Award          | Richard III             | Ganó      |
| 2010 | Best Male Actor in a Play                         | Helpmann Award            | Richard III             | Ganó      |
| 2009 | Best Actor in a Lead Role                         | Sydney Theatre Award      | War of the Roses        | Ganó      |
| 2009 | Best Male Actor in a Supporting Role in a Play    | Helpmann Award            | War of the Roses        | Ganó      |
| 2006 | Best Australian Newcomer                          | Movie Extra Filmink Award | Jewboy                  | Nominado  |
| 2005 | Outstanding Achievement in Craft in a Non-Feature | AFI Award                 | Jewboy                  | Nominado  |